# Bromus brevis
Espèce
Bromus brevis, le brome de Patagonie, est une espèce de plantes monocotylédones de la famille des Poaceae, sous-famille des Pooideae, originaire d'Amérique du Sud.
Ce sont des plantes herbacées annuelles ou vivaces de courte durée, aux tiges dressées pouvant atteindre 75 cm de long, et aux inflorescences composées en panicules.

## Taxinomie

### Synonymes
Selon Catalogue of Life (4 janvier 2018) :
- Bromus brevis subsp. festucarioides Covas & Millott
- Bromus catharticus var. rupestris (Speg.) Planchuelo & P.M.Peterson
- Bromus unioloides var. brevis (Steud.) Hack.
- Bromus unioloides f. brevis (Steud.) Kloos
- Bromus unioloides var. rupestris Speg.
- Ceratochloa brevis (Steud.) B.D.Jacks.

### Liste des sous-espèces
Selon Tropicos (4 janvier 2018) (Attention liste brute contenant possiblement des synonymes) :
- Bromus brevis subsp. brevis
- Bromus brevis subsp. festucarioides Covas & Millot,

## Distribution et habitat
L'aire de répartition de Bromus brevis s'étend en Amérique du Sud (Argentine), d'où l'espèce est originaire, et en Australie (Nouvelle-Galles du Sud et Tasmanie) où elle a été introduite. Son aire d'origine se situe dans la steppe herbeuse de la Pampa, l'écorégion de l'Espinal et dans l'écorégion d'El Monte, jusqu'au nord de la Patagonie.
C'est une plante très commune  dans les secteurs ouest et sud de la région de la Pampa, où elle fait partie des prairies naturelles, avec une bonne valeur fourragère.
On la rencontre fréquemment dans les jachères et les prairies artificielles. C'est également une mauvaise herbe secondaire dans les cultures d'hiver.